# Вальтер Сен-Викторский
Вальтер Сен-Викторский (Gualterus de Sanct Victore; вторая половина XII века) — средневековый теолог, один из представителей Сен-Викторской школы.
Предполагают, что он был английского происхождения. В 1173 году он стал приором парижского аббатства Сен-Виктор.

## Учение
Главный труд Вальтера Сен-Викторского — полемический трактат «Против четырёх лабиринтов Франции» (лат. Contra quattuor labyrinthos Franciae), написанный в 1177 или 1178 году. Эта работа написана им против схоластического рационализма. Она посвящена обвинению, критике, опровержению и «разоблачению» учений четырёх известных схоластов: Петра из Пуатье, Гильберта Порретанского, Петра Ломбардского и Пьера Абеляра. При опровержении их учений он акцентировал внимание на разоблачении их «христологического нигилизма», то есть отрицании субстанциональности человеческой природы Иисуса Христа. При этом пользовался Вальтер формальным сопоставлением не всегда точных цитат этих авторов, называемых им «новыми еретиками», с постулатами учения католической церкви, основанными на текстах отцов Церкви и более поздних ортодоксальных богословов.
В своём труде Вальтер Сен-Викторский критиковал также взгляды Иоанна Дамаскина, которого также относил к «еретикам», вдобавок к нападкам на Аристотеля, Сенеку и других философов. Изложенная в трактате позиция отражала отрицательное отношение консервативных кругов церкви к итогам теологической кодификации XII века.

## Труды
- Против четырёх лабиринтов Франции (Contra quattuor labyrinthos Franciae), 1177.

- 21 Sermones:
  - Sermo II, in sollempnitate paschali.
  - De superexcellenti baptismo Christi.

- Quæstiones et decisiones in epistolas S. Pauli.